# Бечковська
Бечко́вська (рос. Бечковская) — присілок у складі Лузького району Кіровської області, Росія. Входить до складу Лальського міського поселення.
Населення становить 5 осіб (2010, 6 у 2002).
Національний склад станом на 2002 рік — росіяни 83 %.